# Big Bounce – Die Trampolin Show
Big Bounce – Die Trampolin Show ist eine von Endemol Shine Germany produzierte und von RTL 2018 und 2019, sowie 2023 gesendete Spielshow, in der Kandidaten verschiedene aus Trampolins bestehende Parcours überwinden müssen. Sie basiert auf dem ursprünglich niederländischen Konzept The Big Bounce, das vom TV-Unternehmen Endemol entwickelt wurde. Obwohl im Ursprungsland bisher keine eigene Ausgabe produziert wurde, werden die deutsche und die französische Version im niederländischen Breda aufgezeichnet.

## Geschichte
Anfang März 2018 verlängerte RTL die Show um eine zweite Staffel.
2019 wurde bekannt gegeben, dass die Show im nächsten Jahr auf unbestimmte Zeit pausiert werden solle. 2022 wurde bekannt, dass für 2023 eine dritte Staffel geplant sei. Nachdem Opdenhövel sich exklusiv an ProSiebenSat.1 Media band, moderierte in Staffel 3 Daniel Hartwich an der Seite von Wolff-Christoph Fuss. Zudem wurde in Folge 3 von Staffel 3 Wolff-Christoph Fuss durch Elmar Paulke vertreten.
Staffel 1 gewann der 19-jährige Lorenz Wetscher aus Tirol/Österreich,
Staffel 2 gewann der 22-jährige Thomas Scholl aus Bremerhaven
Staffel 3 gewann der 19-jährige Vincent Stenzel aus Rostock. 
Der ehemalige Turm- und Synchronspringer Sascha Klein gewann das erste Prominenten-Special am Ende von Staffel 2.

## Konzept
In der Show haben Kandidaten drei Hindernis-Parcours zu überwinden. Die Qualifikationsshows beginnen mit einem Duell-Parcours, in welchem zwei Kandidaten gegeneinander antreten, um so die Kandidatenzahl zu halbieren. Der Sieger des jeweiligen Duells, zieht in eine zweite Qualifikationsrunde ein, in der es zunächst einen Taktik-Parcours zu bewältigen gilt, im direkten Anschluss folgt der Höhenparcours. Nach Folge 5 der ersten Staffel (2018) blieben acht Kandidaten und nach Folge 6 der zweiten Staffel (2019) blieben noch sieben Kandidaten pro Folge übrig, welche diese beiden Parcours am schnellsten bewältigen konnten und zogen somit in die jeweilige Finalshow ein. Ein Beispiel für den Duell-Parcours bildet in Staffel 2, Folge 2 (Erstausstrahlung RTL am 1. Februar 2019, 20:15 Uhr) das Duell Emmanuele Canni gegen Reiner Ploem. Reiner Ploem legt nach seinem Sturz noch eine spektakuläre Aufholjagd hin.
In Staffel 1 (2018) absolvierten in der Finalshow (Folge 6) die besten 40 Kandidaten einen neuen Einzelparcours = dem Singlesprint. In einem Duell untereinander wurden hierdurch die besten 16 Kandidaten ermittelt. Im anschließenden Bounce off traten die 16 Kandidaten alle gegeneinander wiederholt in einem Bounce off (= Achtel-, Viertel- und Halbfinal-Duellen) an und ermittelten die beiden besten Athleten. Diese beiden Athleten traten in einem Big Bounce gegeneinander in einem Duell-Parcours an und ermittelten so den Sieger der Staffel 1.
In Staffel 2 (2019) absolvierten in der Finalshow (Folge 7) die besten 42 Kandidaten einen neuen Einzelparcours = dem Singlesprint. In einem Duell untereinander wurden hierdurch die besten 16 Kandidaten ermittelt. Im anschließenden Bounce off traten die 16 Kandidaten alle gegeneinander wiederholt in einem Bounce off (= Achtel-, Viertel- und Halbfinal-Duellen) an und ermittelten die beiden besten Athleten. Diese beiden Athleten traten in einem Big Bounce gegeneinander in einem Duell-Parcours an und ermittelten so den Sieger der Staffel 2.
In Staffel 3 (2023) gab es für die besten 48 Kandidaten einen Singlesprint zu bewältigen, hierbei blieben die besten 32 übrig. Danach sollte die Teilnehmerzahl im Bounce off auf 24 verkleinert werden. Da es jedoch zu Verletzungen zweier Kandidaten kam und der Zeitplan nicht mehr eingehalten werden konnte, kamen die übrigen 30 allesamt in die Finalshow. In dieser Finalshow wurde die Kandidatenzahl im Singlesprint XXL auf 16 Kandidaten reduziert und in den anschließenden Achtel-, Viertel- und Halbfinal-Duellen wurden im Bounce off XXL die beiden besten Athleten gefunden. Diese beiden Athleten traten in einem Big Bounce gegeneinander in einem Duell-Parcours an und ermittelten so den Sieger der Staffel 3.
Die zwei besten Springer tragen im Finalwettbewerb, dem namensgebenden Big Bounce, ein finales Duell aus. Der Sieger hat eine Prämie von 100.000 Euro (2018, 2019) bzw. 50.000 Euro (2023) gewonnen.

## Moderation
Die Moderation der Sendung in den Staffeln 1 und 2 übernahmen Matthias Opdenhövel und Wolff-Christoph Fuss. In Staffel 3 wurde Opdenhövel durch Daniel Hartwich ersetzt.

## Ausstrahlung und Einschaltquoten
| Jahr | Folge                  | Datum             | Zuschauer (Mio.) | Zuschauer (Mio.) | Marktanteil (%) | Marktanteil (%) |
| Jahr | Folge                  | Datum             | Gesamt           | 14 bis 49 Jahre  | Gesamt          | 14 bis 49 Jahre |
| ---- | ---------------------- | ----------------- | ---------------- | ---------------- | --------------- | --------------- |
| 2018 | 1                      | 26. Januar        | 3,70             | 2,16             | 12,1            | 22,9            |
| 2018 | 2                      | 2. Februar        | 3,34             | 1,83             | 10,2            | 18,2            |
| 2018 | 3                      | 9. Februar        | 2,42             | 1,35             | 7,5             | 13,3            |
| 2018 | 4                      | 16. Februar       | 3,09             | 1,09             | 12,0            | 15,3            |
| 2018 | 5                      | 23. Februar       | 3,26             | 1,84             | 10,5            | 19,0            |
| 2018 | 6                      | 2. März           | 3,39             | 1,78             | 10,8            | 18,1            |
| 2018 | Das Phänomen Trampolin | 2. März           | 1,93             | 1,03             | 7,8             | 12,3            |
| 2019 | 7                      | 25. Januar        | 2,42             | 1,36             | 7,2             | 12,7            |
| 2019 | 8                      | 1. Februar        | 2,49             | 1,47             | 8,2             | 16,4            |
| 2019 | 9                      | 8. Februar        | 2,38             | 1,43             | 7,9             | 15,5            |
| 2019 | 10                     | 15. Februar       | 2,12             | 1,15             | 7,2             | 13,7            |
| 2019 | 11                     | 22. Februar       | 1,73             | 1,03             | 5,7             | 11,5            |
| 2019 | 12                     | 1. März           | 1,92             | 1,08             | 6,5             | 12,9            |
| 2019 | 13                     | 8. März           | 2,51             | 1,31             | 8,6             | 15,3            |
| 2019 | Das Promi-Special      | 10. März          | 1,80             | 0,97             | 5,7             | 9,7             |
| 2023 | 14                     | 22. Juli          | 0,99             | 0,36             | 5,1             | 10,9            |
| 2023 | 15                     | 29. Juli          | 1,32             | 0,56             | 6,2             | 14,8            |
| 2023 | 16                     | 5. August         | 1,05             | 0,38             | 4,8             | 9,4             |
| 2023 | 17                     | 12. August        | 0,94             | 0,28             | 4,3             | 6,7             |
| 2023 | 18                     | 19. August        | 0,69             | 0,24             | 3,5             | 6,9             |
| 2023 | 19                     | 26. August        | 0,85             | 0,25             | 3,9             | 5,8             |
| 2023 | Das Best of            | 26. August (RTL+) | /                | /                | /               | /               |